# FC Oster Oberkirchen
Der FC „Oster 20“ Oberkirchen e. V. ist ein deutscher Fußballverein mit Sitz im Ortsteil Oberkirchen der saarländischen Gemeinde Freisen im Landkreis St. Wendel.

## Vereinsgeschichte

### Gründung bis Nachkriegszeit
Der Verein wurde im Jahr 1920 gegründet. Die erste Mannschaft holte in den ersten Jahren bereits einige Meisterschaften. Am Ende dieser ersten Erfolge steht der Meistertitel 1932 der Kreisklasse II Nahe-Gau. Ein Jahr später tritt mit der DJK Oberkirchen eine weitere Mannschaft auf, welche sich jedoch zwei Jahre später aufgrund der Machtergreifung der Nationalsozialisten dem FC anschließt. Nach dem Ende des Zweiten Weltkriegs konnte im Jahr 1946 der Spielbetrieb wieder aufgenommen werden. In den folgenden Jahren wurden dann mehrere Meisterschaften in den unteren Klassen auf Kreisebene erreicht.

### Aufstieg in die Amateurliga
Nach der Meisterschaft in der A-Klasse und der gleich darauffolgenden Meisterschaft in der Bezirksliga, gelang es dem Verein in die zu dieser Zeit drittklassige Amateurliga Saarland aufzusteigen. In der ersten Spielzeit hier gelang es mit 25:43 Punkten dann auch die Klasse über den 14. Platz zu halten. Doch bereits nach der Saison 1976/77 war Schluss und es ging mit 16:52 Punkten über den 18. und damit letzten Platz der Tabelle wieder nach unten in die Bezirksliga. Nach dem Abstieg wurde jedoch sofort wieder die Meisterschaft eingefahren, diesmal ging es aber per Aufstieg in die neue viertklassige Verbandsliga. Bis in die 1990er Jahre ging es jedoch erst einmal wieder abwärts. Die Saison 1996/97 kann schließlich als Meister der Kreisliga Schaumberg abgeschlossen werden.

### Heutige Zeit
Am Ende der Saison 2003/04 gelang erneut mit 66 Punkten die Meisterschaft in der Kreisliga Schaumberg und somit der Aufstieg in die Bezirksliga Saarland. In den nächsten Spielzeiten konnte sich die Mannschaft erst einmal in der Liga halten und durchaus auch bereits an der Spitze kratzen. Jedoch endete die Saison 2008/09 für den FC nur mit 18 Punkten auf dem Zählerkonto was den 16. und damit letzten Platz auf der Tabelle sowie den Abstieg bedeutete. Zwar gelang in der Bezirksliga dann noch einmal gleich der zweite Platz, danach ging es aber bergab und mit 26 Punkten auf dem 16. Platz ging es wieder runter in die Kreisliga Weiselberg. Aus dieser Spielklasse wurde zur Saison 2012/13 wiederum die neue Bezirksliga St. Wendel. Aber auch hier kam die Mannschaft nicht aus der Abstiegszone raus.
Zur Saison 2015/16 wurde dann mit dem SV Grügelborn eine Spielgemeinschaft gebildet, welche auf den Namen SG Oberkirchen/Grügelborn hört. Beide Mannschaften standen schon in der Vorsaison tief in der Abstiegszone, womit die neue Mannschaft sich freiwillig eine Liga tiefer das erste Mal formierte und gleich in der Premieren-Saison mit 79 Punkten die Meisterschaft einfahren konnte. Die Aufstiegseuphorie sollte jedoch nicht lange überdauern, da die Folgesaison in der Bezirksliga mit 19 Punkten auf dem 16. Platz abgeschlossen wurde, was den direkten Wiederabstieg bedeutete. Zurück in der Kreisliga gelang mit einer fast perfekten Saison und 91 Punkten aus 32 Spielen jedoch gleich erneut die Meisterschaft. Dieses Mal sollte es erneut nicht lange dauern, bis die SG die Bezirksliga verlassen sollte. Jedoch dieses Mal in die andere Richtung. War die Saison 2018/19 noch vom Abstiegskampf, an dessen Ende mit 33 Punkten der 13. Platz anstand, geprägt. So endete die, bedingt durch die COVID-19-Pandemie abgebrochene Saison 2019/20 mit einer Punktzahl von 2,47 auf dem ersten Platz. Bereits 15 der bislang 19 absolvierten Spielen hatte der Verein zum Zeitpunkt des Abbruchs für sich entscheiden können. Somit spielt die Mannschaft seit der 2020/21 in der Landesliga Saarland.

## Geschichte der Damen-Abteilung
Im Jahr 1979 wurde auch eine Damen-Abteilung gegründet. Im Jahr 1983 nahmen die ersten beiden Mannschaften dann schließlich erstmals an der Meisterschaftsrunde teil. Die A-Mannschaft erreichte im Jahr 1985 dann auch den Titel des Saarlandmeisters als auch den Pokal. Nachdem die erste Mannschaft im Jahr 1991 ein weiteres Mal die Meisterschaft einfahren konnte, nahm der Verein auch an der Aufstiegsrunde zur Bundesliga Süd teil, dort unterlag der FC aber den anderen Teilnehmern und verpasste somit den Aufstieg. Der Titel als Saarlandmeister konnte im Jahr 1995 schließlich wiederholt werden, jedoch scheiterte die Mannschaft erneut in der Aufstiegsrunde. Eine Saison später hätte Oberkirchen erneut an der Aufstiegsrunde teilnehmen können, jedoch verzichtete der Verein auf eine Teilnahme.
Daneben gelang es der ersten Mannschaft, sich zweimal für den DFB-Pokal zu qualifizieren. Dass erste Mal gelang dies zur Saison 1995/96. Nach einem Freilos in der 1. Runde ging es in der 2. Runde gegen den Lokalrivalen VfR Saarbrücken. Das Spiel endete mit einer 0:11-Niederlage. Die zweite Teilnahme folgte in der Spielzeit 1998/99, jedoch kam es gar nicht erst zur Teilnahme an der Hauptrunde, weil die Mannschaft bereits in einem Qualifikationsspiel mit 0:3 am TuS Ahrbach scheiterte. Ein paar Jahre später wurde die Abteilung aufgelöst.

## Persönlichkeiten
- Hans-Jürgen Pickard (1942–2018), Schiedsrichter mit sieben Einsätzen in der 2. Bundesliga in der Saison 1979/80